# 垂线测试
在数学中，垂线测试用于判定一个关系或其图像是否为一个函数。对于一个函数，每一个x值至多对应一个y值。因此，對於實函數，一条垂直于x轴的直线（x=k）与一个函数的图像至多有1个交点。如不然，则说明其并非函数的图像。
设R為二元关系，其定義域為X，值域為Y。考慮XxY上的垂线
{\displaystyle x_{0}\in X,\{(x_{0},y):y\in Y\}=(x_{0}\times Y)}
- 如果每一条垂线与图至多有一个交点，则说明该关系是一个函数；
- 如果有至少一条垂线与图产生了一个以上交点，则说明该关系不是函数。